# The Real Thing
The Real Thing je třetí studiové album skupiny Faith No More, které vyšlo v roce 1989. Jedná se zároveň o první album, na kterém účinkuje zpěvák Mike Patton, který nahradil odejitého Chucka Mosleyho. Během turné k tomuto albu se Pattonovi stala nehoda, kdy jej 24. února 1989 zasáhla pivní láhev do pravé ruky a pořezala mu několik šlach a nervů. S rukou může stále hýbat, ale nemá v ní žádný cit.

## Skladby
Autory všech písní jsou Faith No More, pokud není uvedeno jinak.
| Pořadí | Název                                 | Autor                         | Délka |
| ------ | ------------------------------------- | ----------------------------- | ----- |
| 1.     | From Out of Nowhere                   |                               | 3:22  |
| 2.     | Epic                                  |                               | 4:53  |
| 3.     | Falling to Pieces                     |                               | 5:15  |
| 4.     | Surprise! You're Dead!                |                               | 2:27  |
| 5.     | Zombie Eaters                         |                               | 5:58  |
| 6.     | The Real Thing                        |                               | 8:13  |
| 7.     | Underwater Love                       |                               | 3:51  |
| 8.     | The Morning After                     |                               | 3:43  |
| 9.     | Woodpecker from Mars (instrumentální) |                               | 5:40  |
| 10.    | War Pigs                              | Osbourne, Iommi, Butler, Ward | 7:45  |
| 11.    | Edge of the World                     |                               | 4:10  |

## Sestava
- Mike Patton – zpěv
- Jim Martin – kytara, doprovodný zpěv
- Billy Gould – baskytara, doprovodný zpěv
- Roddy Bottum – klávesy, doprovodný zpěv
- Mike Bordin – bicí, doprovodný zpěv